# Aulagromyza praescutellaris
Aulagromyza praescutellaris är en tvåvingeart som beskrevs av Friedrich Georg Hendel 1920. Aulagromyza praescutellaris ingår i släktet Aulagromyza och familjen minerarflugor.
Artens utbredningsområde är Österrike. Inga underarter finns listade i Catalogue of Life.